# Tomer Chencinski
Tomer Chencinski (Bat Yam, 1º dicembre 1984) è un ex calciatore canadese, di ruolo portiere.

## Biografia
È nato in Israele, luogo in cui ha vissuto fino agli 8 anni di età prima di trasferirsi insieme alla famiglia di origine polacca a Thornhill, nell'Ontario, in Canada. Parla fluentemente sia l'inglese che l'ebraico.

## Carriera
Dopo aver frequentato la Westmount Collegiate Institute a livello di high school, ha giocato a calcio due anni presso la Robert Morris University. Gli ultimi due anni universitari li ha invece trascorsi presso la Fairleigh Dickinson University.
Nel marzo 2007 si è aggiudicato un contratto con il Toronto FC dopo un provino andato a buon fine, tuttavia non è mai riuscito a giocare in partite ufficiali, lasciando la squadra per andare a giocare con i Detroit Ignition, squadra di calcio indoor militante nella Major Indoor Soccer League.
Nel 2008 ha giocato per i Newark Ironbound Express, formazione al suo secondo anno nell'amatoriale Premier Development League. A metà stagione è approdato in Moldavia, al Nistru Otaci, dove ha giocato tre partite prima di tornare oltreoceano legandosi questa volta agli Harrisburg City Islanders.
Dopo essersi allenato con i Philadelphia Union, Chencinski ha firmato un contratto con i finlandesi del VPS, scendendo in campo in gran parte delle partite della Veikkausliiga 2011. Rimane nel nord Europa anche l'anno seguente, difendendo la porta dell'Örebro in Svezia per 14 partite e sedendo in panchina come riserva di Jonas Sandqvist nelle restanti 16.
Chencinski ha iniziato a giocare nel natio Israele nel 2013 con la chiamata da parte del Maccabi Tel Aviv, ma verrà utilizzato solo in una partita persa 0-3 in casa contro il Bnei Yehuda. Successivamente è stato girato in prestito all'Hakoah Ramat Gan e all'Ironi Nir Ramat HaSharon.
Rientrato in Finlandia, ha giocato 12 partite nel RoPS che ha chiuso al 2º posto nella Veikkausliiga 2015, a un punto dalla vetta della classifica. Durante l'anno ha avuto anche un brevissimo prestito all'FC Santa Claus, altra squadra della città di Rovaniemi, militante nella terza serie nazionale.
Come aveva già fatto quattro anni prima, nel 2016 passa da una formazione finlandese a una svedese, in questo caso l'Helsingborg. Gioca 19 partite, dividendosi il posto con lo statunitense Matt Pyzdrowski. La squadra rossoblu ha finito il campionato al terzultimo posto, ed è scesa in Superettan dopo 24 anni al termine di un doppio spareggio in cui Chencinski è rimasto seduto in panchina.
Nella sessione invernale del calciomercato 2016-2017 viene ingaggiato dagli irlandesi dello Shamrock Rovers.